# Hauterives
Hauterives é uma comuna francesa na região administrativa de Auvérnia-Ródano-Alpes, no departamento de Drôme. Estende-se por uma área de 30,51 km². Em 2010 a comuna tinha 1 948 habitantes (densidade: 63,8 hab./km²).